# Nambara Shigeru
Nambara Shigeru (南原繁, também escrito Nanbara Shigeru) foi um filósofo e cientista político japonês.
Nambara advogava por um idealismo pacifista, o que gerava atrito com os políticos de sua época. Foi uma voz de exceção em suas críticas durante a Segunda Guerra, não tendo sido preso nem deixado seu cargo de professor. Ele chegou a organizar uma conspiração para acelerar a rendição do Japão nos últimos meses do conflito. No pós-guerra, tornou-se um dos intelectuais públicos mais proeminentes do Japão e serviu como presidente da Universidade de Tóquio e da Academia Japonesa, e como membro da Câmara dos Pares.

## Vida
Nambara nasceu em 5 de setembro de 1889 em uma família que administrava uma empresa de produção de açúcar em Minamino, Kagawa. Depois de estudar na Primeira Escola Superior, matriculou-se na Universidade Imperial de Tóquio, onde estudou ciências políticas. Lá, inspirado por uma palestra de Uchimura Kanzō, adotou a fé cristã, aderindo ao movimento da Não-Igreja.
Após se formar em 1914, ele passou no exame de recrutamento de burocratas de alta classe e começou a trabalhar para o Ministério do Interior. Durante sua carreira de sete anos como burocrata, ele serviu como governador provincial em Toyama por dois anos e iniciou um grande projeto de irrigação lá. Ele também escreveu a primeira lei dos sindicatos em 1919, mas ela nunca chegou à Dieta Nacional. Nambara retornou à sua alma mater em 1921 e se tornou professor assistente.
Em seu início de carreira, ele estudou Hegel, Kant e Fichte. Por volta de 1931, ele tinha consolidado seu pensamento político, desenvolvendo sua forma própria de socialismo, em um período em que o socialismo era reprimido no Japão. Nisso, ele também pode ser enquadrado dentro do liberalismo japonês, com um pensamento aos moldes kantianos que era humanista, comunitário e defendia o estado-nação, a soberania e a paz perpétua. Afirmava conforme o novo espírito de época que a razão prática e a inviolabilidade da personalidade deveriam ser valorizadas; mas não conforme um liberalismo laissez-faire, que promovia individualismo e atomização. No pós-guerra, tornou-se um representante da esquerda moderada, sendo criticado por conservadores como Shigeru Yoshida.
Nambara era também um forte defensor de Platão, contra a cooptação de ideias do filósofo grego feita por ideologias autoritárias e irracionalistas. Assim, criticou a interpretação feita por Círculo de Stefan George, que advogava um elitismo e antirracionalismo, bem como alertou sobre os perigos de se interpretar A República como um modelo totalitário comunista ou da ideologia nazista, influenciada pelo revivalismo nietzscheano. Nesse contexto, focava também sua crítica contra o reacionarismo e nacionalismo autoritário que crescia no Japão na década de 30.
Durante a Segunda Guerra Mundial, ele publicou Nação e Religião: um Estudo da História Espiritual Europeia (1942), que continha uma série de artigos sobre A República. Contra as interpretações autoritárias, ele avaliava positivamente A República de Platão como propondo um "estado ideal" baseado na racionalidade, comparando-o à obra A Cidade de Deus de Agostinho. Dedicou também um capítulo à crítica do nazismo, ideologia do principal aliado do Japão na época. Diz-se que esse livro escapou da censura devido à sua escrita altamente erudita.
Os artigos sobre A República que Nambara publicou antes da guerra foram vistos como completos e certeiros, a ponto de ele e seus seguidores estarem convictos de que a doutrina platônica estava isenta de culpa durante a ascensão de movimentos totalitários na Europa e no Japão. Segundo Notomi Noburu, a influência da obra de Nambara pode ter sido um dos motivos do porquê de poucos acadêmicos japoneses terem considerado seriamente a crítica de Popper a Platão em A Sociedade Aberta e Seus Inimigos.
Durante a guerra, Nambara dedicou-se às suas pesquisas na universidade, evitando a exposição ao público. Foi por isso descrito por jovens colegas, como Maruyama Masao, como "o filósofo na caverna".
Tornou-se reitor da Faculdade de Direito em março de 1945. Em parte devido ao seu ceticismo em relação à ideologia pré-guerra do país e à sua posição antiguerra, foi eleito presidente da universidade em dezembro de 1945, quatro meses após a rendição do Japão.
Em 1946, ele se tornou o primeiro presidente da Associação de Universidades de Todo Japão. Sob sua liderança, a universidade admitiu suas primeiras alunas, estabeleceu a cooperativa universitária e a Imprensa da Universidade de Tóquio e revitalizou a cultura atlética da universidade.
Durante esse período, ele também serviu como membro da Câmara dos Pares, onde alguns assentos eram reservados para acadêmicos, além da maioria ocupada por pares hereditários. Como membro, ele se opôs à assinatura de um tratado de paz apenas com democracias ocidentais, argumentando que, no caso de uma guerra entre os blocos ocidental e oriental, isso poderia levar a resultados catastróficos. Quando visitou os Estados Unidos pela primeira vez após a guerra, em 1949, para participar numa conferência sobre educação organizada pelo Ministro do Interior, partilhou esta opinião com Dwight Eisenhower, então presidente da Universidade de Columbia. Isto enfureceu o Primeiro-Ministro Shigeru Yoshida, um firme defensor da assinatura de um tratado de paz apenas com as potências ocidentais, que o rotulou de "um acadêmico perverso que está disposto a distorcer o conhecimento para agradar às massas (曲学阿世の輩)".
Mais tarde, ele se tornou presidente da Academia do Japão e da Gakushikai, o clube oficial de ex-alunos das antigas Universidades Imperiais. Ele foi condecorado postumamente com a Ordem do Sol Nascente, 1ª Classe e o Segundo Grau Júnior.[carece de fontes?]
O mais famoso estudante de Nambara foi o cientista político Maruyama Masao. Outros discípulos incluem Kiyoaki Tsuji e Saitô Makoto.